# بلو ميتشيل
بلو ميتشيل (بالإنجليزية: Blue Mitchell)‏ هو عازف جاز وملحن أمريكي، ولد في 13 مارس 1930 في ميامي في الولايات المتحدة، وتوفي في 21 مايو 1979 في لوس أنجلوس في الولايات المتحدة بسبب سرطان.

## وصلات خارجية
- بلو ميتشيل على موقع ميوزك برينز (الإنجليزية)
- بلو ميتشيل على موقع أول ميوزيك (الإنجليزية)
- بلو ميتشيل على موقع ديسكوغز (الإنجليزية)